# Fogo (Terre-Neuve)
Pour les articles homonymes, voir Fogo.
Fogo (du mot portugais pour "feu" ; en anglais Fogo Island) est une île située au nord de Terre-Neuve, au Canada. Elle fait environ 25 kilomètres de longueur pour 14 kilomètres de largeur et une superficie de 237,71 km2.
L'île fut dénommée ainsi par les marins-pêcheurs portugais qui sillonnaient la région lors des campagnes de pêche à la morue dès le Moyen Âge.

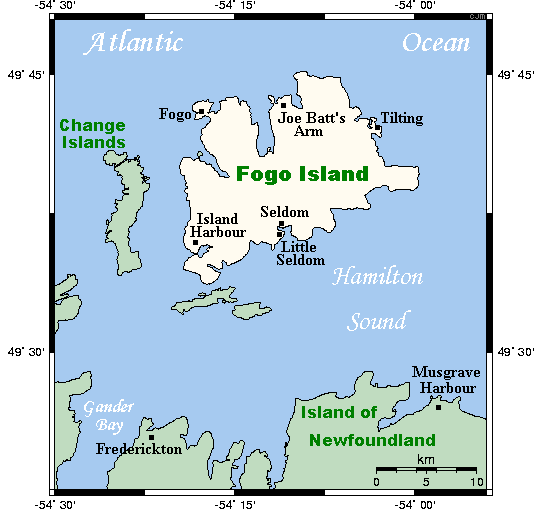
Carte de Fogo

L'île dispose d'un port et d'un hôtel, le Fogo Inn.

## Histoire

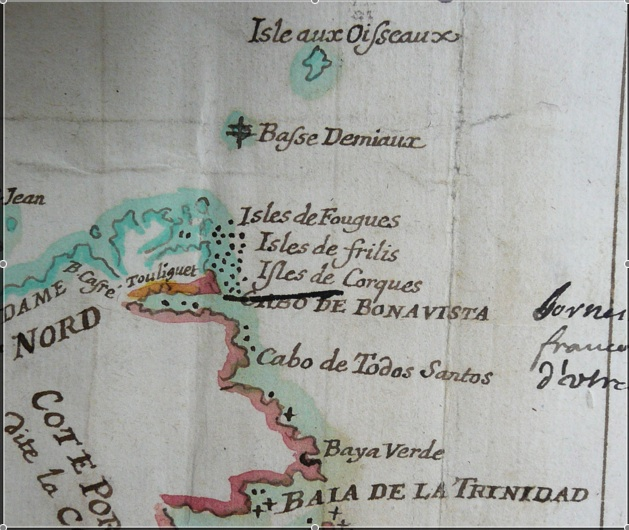
Carte française (1713) du nord-est de Terre-Neuve montrant l’île Fogo ("Isles de Fougues") - Archives nationales du Royaume-Uni, MPF1/225

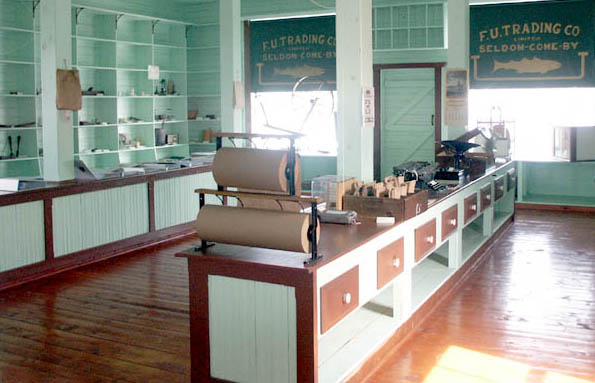
magasin général de la Fishermen’s Protective Union, Seldom-Come-By

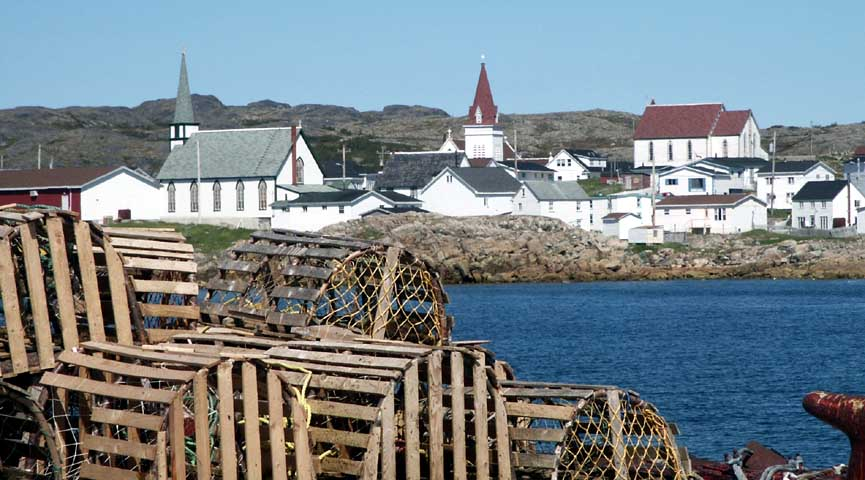
Village de Fogo en 2002

L’île de Fogo est l’une des plus anciennes caractéristiques nommées de la côte de Terre-Neuve. La carte de Bertius, datant de 1606, montre l’île Fogo comme l’une des quelques dizaines d’éléments importants qui se trouvent sur la côte de Terre-Neuve. Sur les cartes françaises du XVIe au XVIIIe siècle, l’île est dénommée Ile des Fougues. L’île a probablement été nommée par les explorateurs portugais et les premières équipes de pêche au 16ème siècle (Fogo signifie feu en portugais).
Jusqu’en 1783, l’île de Fogo se trouvait sur une zone de la côte appelée la côte française. Bien que les Anglais et les Irlandais n’aient pas été censés s’établir ici en vertu des traités d'Utrecht, certains se sont installés. En 1750, Fogo était une partie florissante du système marchand britannique de pêche, basé sur des villes anglaises de l’Ouest comme Poole, dans le Dorset.
Tilting (en), sur l’île de Fogo, est un district national de paysage culturel du Canada et le premier district provincial du patrimoine de Terre-Neuve-et-Labrador. Tilting est unique en raison de sa culture irlandaise et, selon certains, de son dialecte irlandais. Le cimetière irlandais de Tilting est peut-être le plus ancien d’Amérique du Nord.
L’histoire orale locale indique que Tilting était à l’origine un port français avant de devenir un lieu de peuplement irlandais. Cela est fort probable, compte tenu des liens commerciaux et culturels traditionnels entre les ports de pêche du sud de l’Irlande et du nord de la France. Les premiers Irlandais s’installèrent à Tilting dans les années 1750, et, comme c’est le cas uniquement pour Terre-Neuve, Tilting devint une ville exclusivement irlandaise et catholique dans les années 1780.
Les Béothuks ont traversé l’île de Fogo pendant plusieurs centaines d’années avant l’arrivée des colons irlandais et anglais. Les Béothuks pratiquaient la pêche au phoque et au saumon dans la région. Ils se sont également rendus sur l'Île Funk pour recueillir des plumes et des œufs auprès des oiseaux. Au cours des premières années de la colonisation européenne à Fogo, il y a eu des incidents de violence entre les Béothuks et les Européens. Ce contact a pris fin vers 1800. Les Béothuks se sont éteints à la fin des années 1820.
L’île de Fogo a d’abord attiré les Européens en raison des vastes possibilités de récolte de produits, y compris les peaux et l’huile de phoque, le bois d’œuvre, les animaux à fourrure, le saumon et bien sûr la morue. Au fil du temps, les colons de l’île se sont concentrés sur la transformation de la morue séchée, principalement parce que c’était le produit qui intéressait le plus les marchands qui négociaient dans la région de Fogo. De 1850 environ jusqu’à l’épuisement généralisé des stocks de poissons dans les années 1990, la morue était reine. Ces dernières années, l’économie de l’île s’est diversifiée, s'éloignant de la seule pêche et incluant aujourd'hui du tourisme et des industries culturelles.
Vivre de la pêche a toujours été une vie difficile. Avant la Confédération avec le Canada, les classes marchandes de Saint-Jean de Terre-Neuve s’enrichissaient en détenant un quasi-monopole sur l’approvisionnement en marchandises des ports d’attache de Terre-Neuve et sur la vente du poisson qu’ils achetaient.
Au début du XXe siècle, l’Union des pêcheurs protecteurs a été créée pour tenter de briser cette situation. Il s’agissait d’une forme de coopérative avec des magasins généraux appartenant à des pêcheurs pour des pêcheurs. Un des magasins de l’Union des pêcheurs se trouve toujours à Seldom-Little Seldom sur l’île de Fogo, maintenant ouvert comme musée avec magasin général, installations portuaires, outils de pêche et équipement pour la fabrication d’huile de foie de morue.
Aujourd’hui, la coopérative de l’île de Fogo continue d’établir avec succès de nouveaux marchés du poisson. Les collectivités ont commencé à reconnaître l’attrait de leurs terres et de leur patrimoine comme des possibilités de tourisme culturel.
Les pêches au crabe et au homard ont largement remplacé la pêche à la morue; une usine de conditionnement de poisson est toujours en activité dans la ville de Fogo.
Une station de transmission radio Marconi était autrefois en service au sommet d’une colline près de la ville de Fogo, fonctionnant avec un émetteur à étincelles pour établir des communications maritimes. La station a été forcée de fermer vers le moment où la radio est devenue courante pour l’usage domestique, l'émetteur à étincelles générant des niveaux trop important d’interférences radio. Les efforts visant à reconstruire cette station en tant que lieu historique ont commencé en 2002.
En 1967, l’île a joué un rôle clé dans le développement de ce qui est devenu connu sous le nom de « processus Fogo », un modèle pour les médias communautaires comme outil pour répondre aux préoccupations de la communauté, lorsqu’un travailleur sur le terrain de Extension de l’Université Memorial, Fred Earle et Colin Low ont tourné 27 films avec les habitants de l'île de Fogo dans le cadre du programme Défi pour le changement de l’Office national du film du Canada.
Les résidents ont défait les plans du gouvernement de Smallwood pour réinstaller ailleurs des insulaires de Fogo dans les années 1950, mais en 1967, un ralentissement de la pêche côtière avait forcé beaucoup de gens à recourir aux services d’aide sociale. La pêcherie de morue du Nord a été fermée en 1992. Bien que l’île se soit remise du ralentissement (en partie grâce au « processus Fogo »), la situation de la pêche a eu des répercussions négatives sur les habitants.

## Climat
| Mois                                  | jan.      | fév.       | mars       | avril      | mai        | juin      | jui.      | août      | sep.    | oct.    | nov.       | déc.       | année           |
| ------------------------------------- | --------- | ---------- | ---------- | ---------- | ---------- | --------- | --------- | --------- | ------- | ------- | ---------- | ---------- | --------------- |
| Température minimale moyenne (°C)     | −8,8      | −10,3      | −6,7       | −2         | 1,6        | 5,5       | 10,3      | 12,1      | 8,9     | 4,6     | −0,1       | −4,2       | 0,9             |
| Température moyenne (°C)              | −5,9      | −6,9       | −3,5       | 0,8        | 5,4        | 9,9       | 14,6      | 15,8      | 12,1    | 7,1     | 2,2        | −1,8       | 4,2             |
| Température maximale moyenne (°C)     | −3        | −3,3       | −0,2       | 3,6        | 9,2        | 14,3      | 18,9      | 19,5      | 15,3    | 9,5     | 4,4        | 0,6        | 7,4             |
| Record de froid (°C) date du record   | −24 1991  | −30,6 1923 | −26,5 1986 | −16,5 1994 | −12,2 1918 | −6,7 1918 | −1,7 1974 | 0 1929    | 0 1921  | −7 1993 | −13,3 1921 | −22,8 1972 | −30,6 10/2/1880 |
| Record de chaleur (°C) date du record | 15,5 1986 | 12,5 1981  | 18 1979    | 24 1986    | 27 1999    | 29,5 2003 | 31,5 1983 | 30,6 1876 | 28 2001 | 25 1874 | 18,3 1976  | 15,6 1921  | 31,5 5~6/7/1983 |
| Précipitations (mm)                   | 104,5     | 104,2      | 99,9       | 86,4       | 78,7       | 82,3      | 91        | 102,4     | 111,8   | 116,9   | 101,5      | 107,3      | 1 187           |
| dont neige (cm)                       | 87,1      | 82,4       | 66,5       | 31,4       | 3,7        | 1,7       | 0         | 0         | 0       | 2,7     | 16         | 58,4       | 349,9           |
| Nombre de jours avec précipitations   | 17,2      | 15,9       | 15,8       | 15,4       | 15,7       | 15,3      | 16,5      | 13,5      | 14,4    | 18,6    | 15,8       | 17,3       | 191,3           |
| Nombre de jours avec neige            | 15,3      | 12,8       | 11,3       | 6,9        | 0,93       | 0,15      | 0         | 0         | 0       | 0,5     | 3,3        | 9,9        | 61,1            |

| Diagramme climatique                                  |                |              |           |            |             |            |               |              |             |              |              |
| J                                                     | F              | M            | A         | M          | J           | J          | A             | S            | O           | N            | D            |
| −3−8,8104,5                                           | −3,3−10,3104,2 | −0,2−6,799,9 | 3,6−286,4 | 9,21,678,7 | 14,35,582,3 | 18,910,391 | 19,512,1102,4 | 15,38,9111,8 | 9,54,6116,9 | 4,4−0,1101,5 | 0,6−4,2107,3 |
| Moyennes : • Temp. maxi et mini °C • Précipitation mm |                |              |           |            |             |            |               |              |             |              |              |